# Rusty LaRue
Rusty LaRue, né le 10 décembre 1973 à Winston-Salem, en Caroline du Nord, est un joueur et entraîneur américain de basket-ball. Il évolue durant sa carrière aux postes de meneur et d'arrière. 

## Palmarès
- Champion NBA 1998
- Vainqueur du championnat des Amériques 1997